# Дренък
Вижте пояснителната страница за други значения на Дренок.
Дренък или Дренок (изписване до 1945 – Дрѣнък, на македонска литературна норма: Дренак) е село в Северна Македония, в община Крива паланка.

## География
Селото е разположено в северното подножие на планината Осогово, югозападно от общинския център Крива паланка.

## История
В края на XIX век Дренък е малко българско село в Кривопаланска каза на Османската империя. Според статистиката на Васил Кънчов („Македония. Етнография и статистика“) от 1900 година Дрѣнък е населявано от 140 жители българи християни.
Цялото християнско население на селото е под върховенството на Българската екзархия. По данни на секретаря на екзархията Димитър Мишев („La Macédoine et sa Population Chrétienne“) в 1905 година в Дренок има 120 българи екзархисти.
При избухването на Балканската война в 1912 година 3 души от селото са доброволци в Македоно-одринското опълчение.
По време на Първата световна война Дрѣнак е включено в Дурачкоречка община и има 205 жители.
Според преброяването от 2002 година селото има 44 жители, всички северномакедонци.

## Личности
Родени в Дренък
- Георги Китанов - Чиче (1860 - ?), български революционер от ВМОРО
- Нако Ангелов, македоно-одрински опълченец, 2 рота на 2 скопска дружина[6]
- Стойче (Стойчо) Ангелов, македоно-одрински опълченец, 2 рота на 2 скопска дружина, носител на орден „За храброст“[7]
- Тодор Тодоров, македоно-одрински опълченец, 2 рота на 2 скопска дружина[8]
- Стоянъ Ив. Китановъ, кметски наместник в периода на българското управление 1941-1944 година. [9][необходимо е уточнение]

Починали в Дренък
- Васил Неделков, български военен деец, подпоручик, загинал през Междусъюзническа война[10]
- Тодор Димков (1879 – 1927), български революционер